# Kanton Douai-Sud
Douai-Sud (Nederlands: Dowaai-Zuid) is een voormalig kanton van het Franse Noorderdepartement. Het kanton maakte deel uit van het arrondissement Douai.
Behalve de gemeente Douai zelf werd het kanton in maart 2015 samengevoegd met het aangrenzende kanton Arleux en omgevormd tot het huidige kanton Aniche.

## Gemeenten
Het kanton Douai-Sud omvatte de volgende gemeenten:
- Aniche (Anik)
- Auberchicourt
- Dechy
- Douai (deels, hoofdplaats)
- Écaillon
- Férin
- Guesnain
- Lewarde
- Loffre
- Masny (Malni)
- Montigny-en-Ostrevent
- Roucourt